# 陶武護
陶 武護（すえ たけもり、1477年以前(次弟興明が1477年に生まれたため) - 明応4年（1495年））は、室町時代後期の武将。大内氏の家臣。幼名は鶴寿丸で通称は「三郎」及び「五郎」。別名は宗景。陶弘護の嫡男。弟に興明（おきあき）、興房。子に陶興明（おきあき、子に陶房賢（ふさかた））、陶隆胤（たかたね）、陶晴之（はるゆき）がいる。

## 生涯
父が文明14年（1482年）5月27日に吉見信頼に殺害されたため（大内山口事件）、家督を継いだが、幼年のために叔父の陶弘詮（右田弘詮）の後見を受けた。
1483年には政弘が弘詮に宛てた書状では「三郎幼稚候」との文言がある(幼名で記載されていない)。
1488年の「大内氏壁書」に「陶中務少輔」の記載がある。
1490年に「中務少輔武護」として発給した書状が残っている。
その後、六角征伐に従軍する大内義興に従軍して京都に駐屯していた延徳4年（1492年）に突如、出奔して摂津国の天王寺にて出家し、宗景を名乗る。
そのため、陶氏の家督は弟の興明が継承したが、明応4年（1495年）になって宗景（そうけい）と号していた武護が突然帰国して、2月13日に興明を討ち取って家督を奪った。
興明の殺害には内藤弘矩の同意があったとされるが、政弘の承認を得た大内義興が明応4年2月23日付で安芸国人阿曽沼氏に安芸国能美島（広島県江田島市）周辺での武護捜索を命じて、武護は高野山に赴き、最期は姫山（現・山口市）で討死した。
明応4年2月28日にはその内藤弘矩とその子内藤弘和が「中務少輔武護為」に誅殺された。
ところが、内藤弘矩父子の死について、弘矩を讒言したとされる陶武護に与同を企てたため、先代当主の大内政弘によって殺害されたとする逆の説も伝えられている。また、武護による陶氏当主・興明殺害自体が大内氏に対する反逆とも解され、その直後（15日後）に内藤弘矩が殺害されるなど、時系列的に不可解な点が見受けられる。実際に大内義興は明応4年6月19日付で東福寺に充てた書状にて「陶中務入道宗景（武護）不儀を企て候の間、成敗を加え候につき、尊書拝見つかまつる」と記しており、この時までに義興によって武護が討たれていた可能性が高い。
陶氏の家督は弟の陶興房が継いだ。